# Nowy cmentarz żydowski w Ostrowi Mazowieckiej
Nowy cmentarz żydowski w Ostrowi Mazowieckiej – kirkut został założony na początku XX wieku. Mieści się przy ul. Wołodyjowskiego. W czasie okupacji hitlerowskiej został zdewastowany. Powierzchnia – 2,05 ha. Zachowało się około 5 macew.
Z powodu zapełnienia starego cmentarza w Ostrowi, gmina żydowska postanowiła założyć nowe miejsce pochówków. Kirkut powstał na południe od miasta, na Grodźkach, na trójkątnej działce o powierzchni ok. 2 ha, pomiędzy obecną ul. Wołodyjowskiego a ul. Podstoczysko. Powstał dom przedpogrzebowy.
Wiadomo, że było na nim wiele macew, część polichromowanych.
W czasie okupacji cmentarz został zdewastowany. Cmentarz został zamknięty decyzją Wojewódzkiej Rady Narodowej w Warszawie z dnia 15.09.1964 r., jako nieczynny, zaniedbany i nieużytkowany.
W 2004 roku w Ostrowi Mazowieckiej na jednej z posesji w fundamentach budynku gospodarczego odnaleziono ok. 70 fragmentów płyt nagrobnych oraz jedną kompletną macewę. W 2021 roku płyty zostały wpisane do rejestru konserwatora zabytków. Granice cmentarza są częściowo czytelne.
Właścicielem cmentarza jest Fundacja Ochrony Dziedzictwa Żydowskiego. Obiekt jest wpisany do gminnej i wojewódzkiej ewidencji zabytków oraz rejestru zabytków nieruchomych województwa mazowieckiego.